# Vaujany
Vaujany is een gemeente in het Franse departement Isère (regio Auvergne-Rhône-Alpes) in de Oisans en telt 311 inwoners (1999). De plaats maakt deel uit van het arrondissement Grenoble.

## Geschiedenis
Eind jaren zeventig bouwde Electricité de France de Grand'Maison-stuwdam bij het dorp, waardoor Vaujany, gemeten naar het aantal inwoners, het rijkste dorp van Frankrijk werd. Besloten werd te investeren in een kabelbaan naar het skigebied van Alpe d'Huez. Tijdens een test op 13 januari 1989 stortte de cabine 200 meter naar beneden, waarbij acht monteurs omkwamen.

## Sport

#### Wintersport
Het domein Oz-Vaujany maakt deel uit van het Alpe d'Huez skigebied. Vanuit het centrum van het dorp kan men met de Alpette kabelbaan via een tussenstation naar de Dôme des Petites Rousses.

#### IJshockey
'Les Grizzlys de Vaujany' is een ijshockeyploeg die uitkomt in de derde klasse van de Franse ijshockeycompetitie. 

## Geografie
De oppervlakte van Vaujany bedraagt 60,5 km², de bevolkingsdichtheid is 5,1 inwoners per km².
De onderstaande kaart toont de ligging van Vaujany met de belangrijkste infrastructuur en aangrenzende gemeenten.

## Demografie
Onderstaande figuur toont het verloop van het inwonertal (bron: INSEE-tellingen).